# Río Rircay
Río Rircay är ett vattendrag i Ecuador.   Det ligger i provinsen Azuay, i den sydvästra delen av landet, 400 km söder om huvudstaden Quito.